# Frans Kuijpers
Frans Kuijpers, właściwie Franciscus Antonius Kuijpers (ur. 27 lutego 1941 w Bredzie, zm. 25 maja 2024 w Heeze) – holenderski szachista, mistrz międzynarodowy od 1964 roku.

## Kariera szachowa
W 1959 r. reprezentował Holandię na rozegranych w Münchenstein mistrzostwach świata juniorów do 20 lat, zajmując X miejsce. W 1961 i 1962 r. dwukrotnie bronił narodowych barw na drużynowych mistrzostwach świata studentów. W 1963 r. osiągnął jeden z największych sukcesów w karierze, zdobywając w Hadze tytuł indywidualnego mistrza Holandii. Pomiędzy 1964 a 1976 r. czterokrotnie uczestniczył w szachowych olimpiadach, zdobywając trzy medale: złoty (1974, za indywidualny wynik na VI szachownicy), srebrny (1976, wspólnie z drużyną) i brązowy (1976, za indywidualny wynik na VI szachownicy).
Odniósł kilka sukcesów w turniejach międzynarodowych, m.in. I m. w Beverwijk (1963, turniej C, przed Estebanem Canalem), dz. II m. w Maladze (1965, za Antonio Mediną Garcíą, wspólnie z Albéricem O’Kellym de Galwayem, przed m.in. Arturo Pomarem Salamanką, Janosem Fleschem i Románem Toránem Albero) oraz dz. III m. w Wijk aan Zee (1974, turniej B, za Bojanem Kurajicą i Ljubenem Popowem, wspólnie z Raymondem Keene'em, Jamesem Tarjanem i Victorem Ciocalteą, przed m.in. Krzysztofem Pytlem i Silvino Garcią Martinezem).
Najwyższy ranking w karierze osiągnął 1 stycznia 1975 r., z wynikiem 2445 punktów dzielił wówczas 5-6. miejsce (wspólnie z Coenradem Zuidemą) wśród holenderskich szachistów. Według stanu na 1 stycznia 2020, był jednym z ostatnich żyjących szachistów o liczbie Morphy’ego równej 3.